# Gustav Höhne
Pour les articles homonymes, voir Höhne.
Gustav Höhne est un General der Infanterie allemand de la Seconde Guerre mondiale, né le 17 février 1893 à Kruschwitz (province de Posnanie, Empire allemand) et mort le 1er juillet 1951 à Oberursel (Hesse, Allemagne de l'Ouest)
Il a été récipiendaire de la croix de chevalier de la croix de fer avec feuilles de chêne.

## Biographie
Höhne s'engage le 27 mars 1911 en tant que porte-drapeau dans le 150e régiment d'infanterie de l'armée prussienne. Avec ce régiment, il participe à la Première Guerre mondiale, est blessé à plusieurs reprises et décoré pour ses services avec les deux classes de la croix de fer, la croix de chevalier de l'Ordre de Hohenzollern avec épées, l'insigne des blessés en argent ainsi que la croix hanséatique de la ville de Hambourg. Après la fin de la guerre, Höhne sert entre autres comme adjudant de la 75e brigade d'infanterie et est incorporé en septembre 1919 dans la Reichswehr provisoire. Avec la formation de la Reichswehr, il est transféré au 2e régiment (prussien) d'infanterie, dont il fait partie jusqu'à fin janvier 1930. 
Gustav Höhne est capturé en 1945 par les forces alliées et reste en captivité jusqu'en 1947.

## Décorations
- Croix de fer (1914)
  - 2e classe
  - 1re classe (31 août 1915)
- Insigne des blessés (1914)
  - en Noir
  - en Argent
- Croix hanséatique de Hambourg
- Croix de chevalier de l'ordre royal de Hohenzollern avec glaives
- Croix d'honneur
- Médaille des Sudètes avec barrette du château de Prague
- Agrafe de la croix de fer (1939)
  - 2e classe (24 septembre 1939)
  - 1re classe (20 octobre 1939)
- Médaille du front de l'Est
- Croix de chevalier de la croix de fer avec feuilles de chêne
  - Croix de chevalier le 30 juin 1941 en tant que Generalmajor et commandant de la 8. Infanterie-Division[2]
  - 238e feuilles de chêne le 17 mai 1943 en tant que Generalleutnant et commandant du Korps « Laux »[3]